# Capolat
Capolat település Spanyolországban, Barcelona tartományban. Lakosainak száma 92 fő (2024).

## Földrajza
Capolat Castellar del Riu, Berga, Avià, L’Espunyola, Montmajor, Navès és Guixers községekkel határos.

## Népesség
A település lakosságának változását az alábbi diagram mutatja:
| Lakosok száma | 131  | 243  | 295  | 220  | 107  | 80   | 77   | 88   | 94   | 92   |
|               | 1717 | 1887 | 1936 | 1960 | 1986 | 2004 | 2009 | 2014 | 2019 | 2024 |